# Вампирске хронике
Вампирске хронике је назив серије романа о вампирима, америчке ауторке Ен Рајс. Главни покретач радње, те главни лик, јесте Лестат де Лионкур, француски господин, који је у 18. вијеку претворен у вампира.
Ауторка је почела с писањем „хроника“ 1970-их. Првих пет књига су остале и најпопуларније, док су њени каснији радови у овој серији критиковани због губитка занимљивости.
Вампирске хронике чине сљедећи романи:
- Интервју с вампиром (Interview with a Vampire) (1976), српско издање Чаробна књига
- Вампир Лестат (Vampire Lestat) (1985) срапско издање Чаробна књига
- Краљица проклетих (The Queen of Damned) (1988), српско издање Чаробна књига
- Прича крадљивца тијела (The Tale of the Body Thief) (1992)
- Враг Мемнох (Memnoch the Devil) (1995)
- Вампир Арманд (Vampire Armand) (1998)
- Мерик (2000)
- Крв и злато (Blood and Gold) (2001)
- Блеквудска фарма (Blackwood Farm) (2002)
- Крвни (2003).
- Принц Лестат (Prince Lestat) (2014)
- Принц Лестат и реалми Атлантиде (Prince Lestat and the realms of Atlantis) (2016)
- Причешће у крви - прича о Лестату (Blood communion: a tale of prince Lestat) (2018)

Са овим серијалом повезан је серијал Нове приче о вампирима: Пандора (1998) и Виторио вампир (1999), које је у Србији превела Чаробна књига, а такође и серијал о вештицама Мејфер: Вештичји час (1990), Лашер (1993) и Талтос (1994).

### Интервју с вампиром
Интервју с вампиром је прича о вампиру Лују де Поану ди Лаку (фр. Louis de Pointe du Lac) и његовом путовању из смртног у бесмртни живот. Луја је од обичног смртника у вампира претворио Лестат. Луј прича о свом животу у Њу Орлеансу, гдје је упознао Клаудију, жену заточену у тијелу дјевојчице, према којој осјећа љубав, те према којој показује своју људску, осјећајну страну. Њих двоје стварају моћан савез, у који не укључују Лестата, те одлучују да побјегну у Француску. Клаудија трује Лестата и њих двоје бјеже, у потрази за својом врстом и себи сличнима.
Након доласка у Париз, јавља им се најстарији живи вампир, вампир Арманд, и одводи их у Вампирски театар, позориште у којем вампири глуме смртнике за публику, а на позорници убијају жртве.
Касније се поново појављује Лестат, за којег се мислило да је умро.

### Вампир Лестат
Вампир Лестат, с којим нас ауторка упознаје у роману Интервју с вампиром, у другом, истоименом роману серије, прича своју причу. Док у првој књизи видимо окрутног и мрачног Лестата, ауторка овдје приказује и његову свјетлију страну. Читалац се упознаје са ликом пуним саосјећања, морала и романтике. Након дуге прикривености, Лестат се буди и одлучује да постане рок звијезда са милионима обожаватеља. Прекидајући вампирски код ћутње, Лестат се открива свијету смртника како би открио тајну постојања.
Роман обухвата раздобље од 18. вијека у Француској, Лестатово дјетињство, дјечаштво и младост. У потрази за другим вампирима, упознаје нас и са Габријел и Николасом. Лестат кружи Европом тражећи своје потомке, те покушава открити настанак вампира. Кроз своја путовања стиче и непријатеље.

### Краљица проклетих
У трећем роману, под називом Краљица проклетих, Лестат се припрема за концерт у Сан Франциску, не знајући за стотине вампира који ће присуствовати том догађају, те који се спремају да га униште.
Лестатово путовање у шпиљу испод Грчког острва и његов задатак да пронађе изворне вампире буди Акапу, краљицу проклетих, мајку свих вампира, из њеног 6000 година дугог сна. Будна и љута, Акаша планира спасити човјечанство тако што свог сина/љубавника уздиже до божанских мјера.